# George Richard Savage Nassau

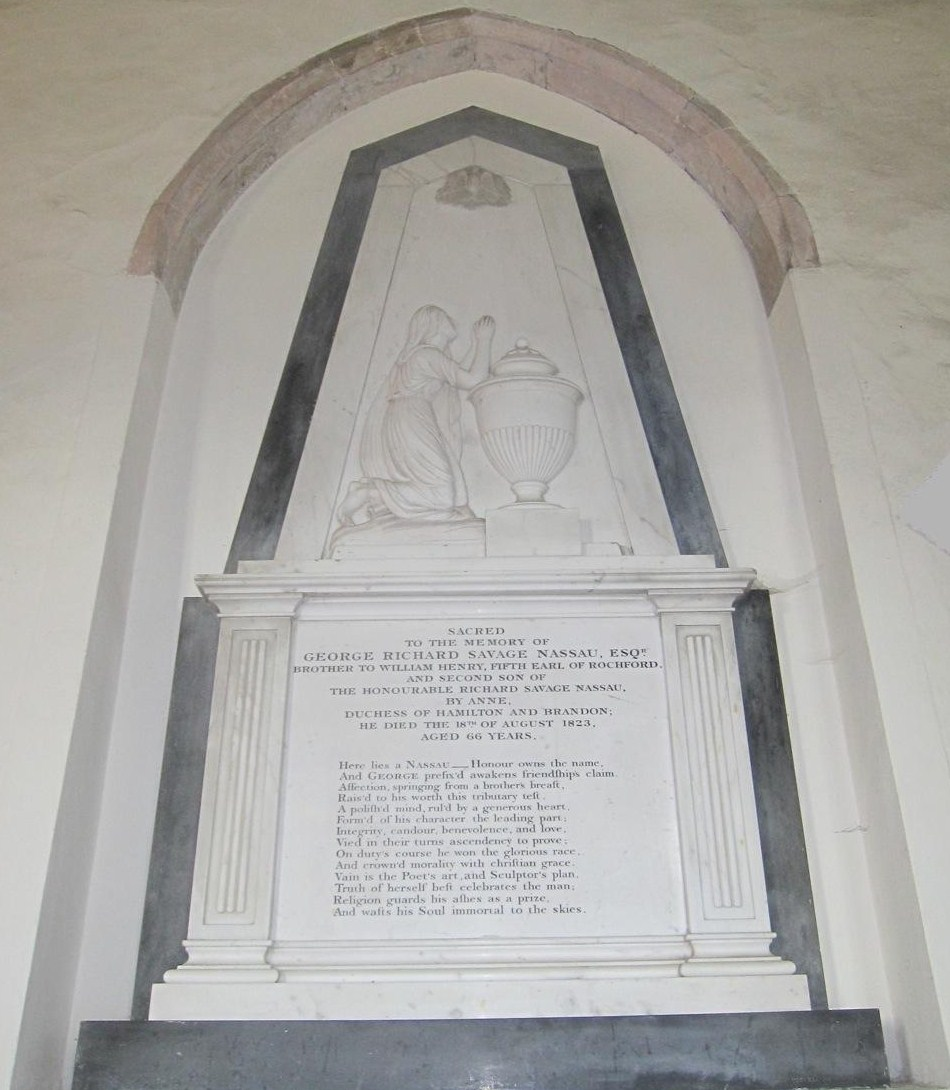
Gedenkteken aan George Richard Savage Nassau (1756-1823), Allerheiligenkerk, Easton, Suffolk

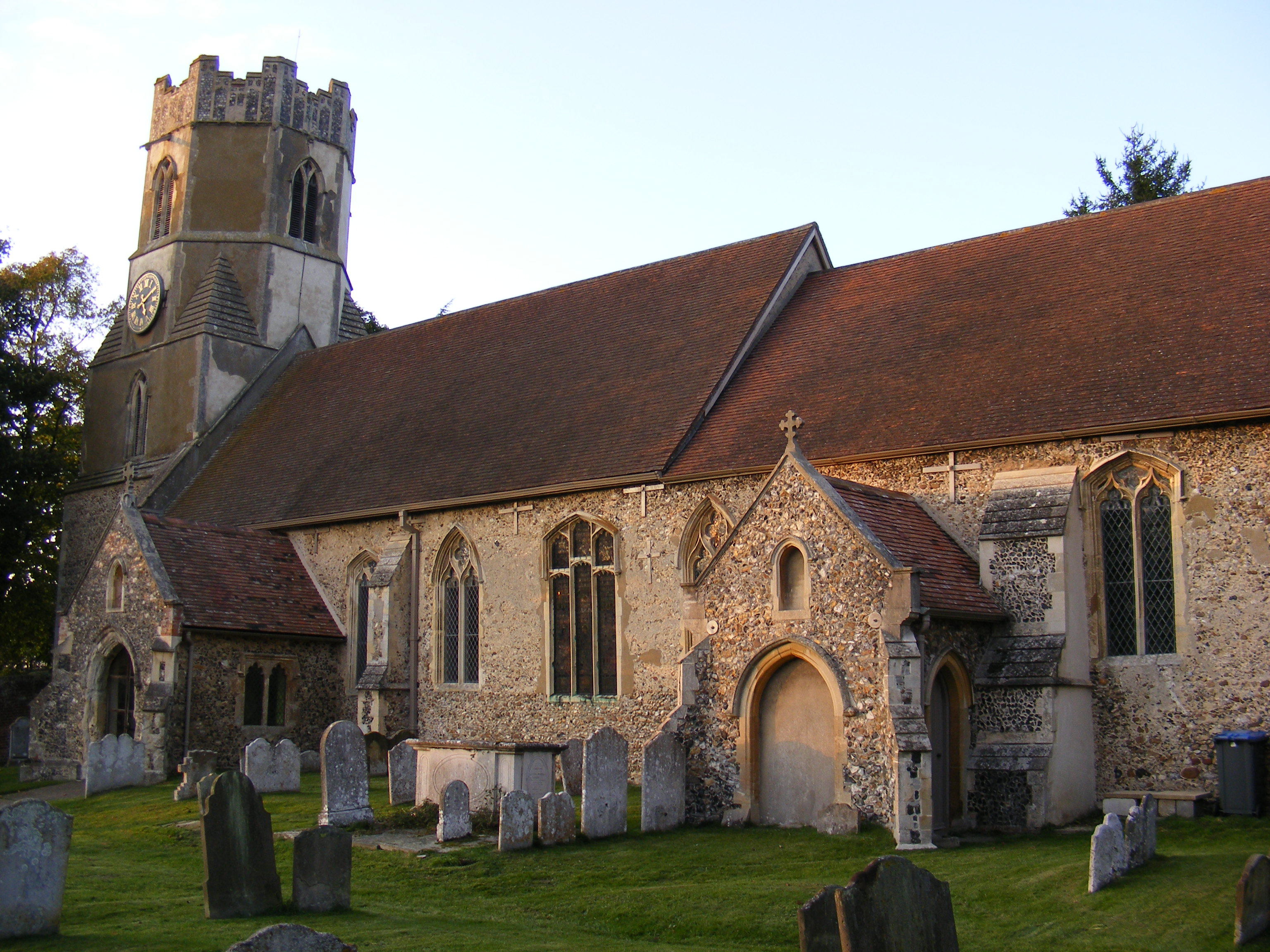
Allerheiligenkerk te Easton

George Richard Savage Nassau (Rendlesham in Suffolk, 5 september 1756 - Londen, 18 augustus 1823) was een Engels gentleman die bekendstond als een bibliofiel.

## Leven
Nassau werd geboren op 5 september 1756 als de tweede zoon van Richard Savage Nassau, op zijn beurt een kleinzoon van Willem Hendrik van Nassau-Zuylestein (1649–1708). Zijn moeder was de op 9 maart 1771 overleden Anne Spencer, enig dochter en erfgename van Edward Spencer van Rendlesham en weduwe van James Hamilton 5de hertog van Hamilton. Uit de erfenis van John Barker 7e Baronet van Grimston Hall, die in 1766 overleed, ontving Nassau een aanzienlijk eigendom.
Nassau bezat een bibliotheek die rijk was aan embleemboeken, vroeg-Engelse poëzie en drama, een grote collectie handschriften, oude drukken en landkaarten, prenten, portretten en gravures, waaronder veel zeldzame historische stukken. Met name Thomas Gainsborough, een van de oprichters van de Royal Academy of Arts, en vele andere kunstenaars waren voor hem werkzaam. De meeste stukken uit de Nassau bibliotheek werden in 1824 geveild. De catalogus bevat 4.264 titels.
Op 6 februari 1805 werd Nassau, wonende te Trimley St. Martin benoemd als sheriff van Suffolk.
Nassau stierf ongehuwd in Charles Street, Berkeley Square, London, op 18 augustus 1823 aan een hartaanval en werd begraven in de Allerheiligenkerk te Easton in Suffolk, waar een gedenkmonument werd opgericht met de volgende tekst:
Here lies a Nassau – Honour owns the name,
And George prefix'd awakens friendship's claim;
Affection, springing from a brother's breast,
Rais'd to his worth this tributary test.
A polish'd mind, rul'd by a generous heart,
From'd of his character the leading part;
Integrity, candour, benevolence, and love, 
Vied in their turns ascendancy to prove.
On duty's course he wont the gracious race,
And crown'd morality with Christian grace.
Vain is the poet's art and sculptor's plan,
Truth of herself best celebrates the man;
Religion guards his ashes as a prize,
And wafts his soul immortal to the skies.